# リシンtRNAリガーゼ
リシンtRNAリガーゼ(Lysine—tRNA ligase、EC 6.1.1.6)は、以下の化学反応を触媒する酵素である。
ATP + L-リシン + RNA{\displaystyle \rightleftharpoons }AMP + 二リン酸 + L-リシルtRNALys
従って、この酵素は、ATPとL-リシンとRNAの3つの基質、AMPと二リン酸とL-リシルtRNALysの3つの生成物を持つ。
この酵素はリガーゼに分類され、特にアミノアシルtRNAと関連化合物に炭素-酸素結合を形成する。系統名はL-リシン:tRNALysリガーゼ(AMP生成)(L-Lysine:tRNAIle ligase (AMP-forming))である。リシントランスラーゼ等とも呼ばれる。この酵素は、リシンの生合成、アミノアシルtRNAの生合成、及び筋萎縮性側索硬化症の3つの代謝経路に関与している。